# オリオーラ (小惑星)
オリオーラ (701 Oriola) は、小惑星帯に位置する小惑星である。ハイデルベルクでヨーゼフ・ヘルフリッヒによって発見された。
ニシコウライウグイスの学名Oriolus oriolusにちなんで命名された。